# ویلیام جیلت
ویلیام جیلت (انگلیسی: William Gillette; ۲۴ ژوئیهٔ ۱۸۵۳ – ۲۹ آوریل ۱۹۳۷) هنرپیشه، نمایش‌نامه‌نویس و مخترع اهل ایالات متحده آمریکا بود.
از فیلم‌ها یا برنامه‌های تلویزیونی که وی در آن نقش داشته‌است می‌توان به شرلوک هولمز اشاره کرد.